# Тврди повез
Тврди повез је повез за књиге са корицама од чврстог картона, које су обично обложене текстилом, тврдим папиром или кожом. Преко оваквог повеза, могу се налазити и корице од папира, које су најчешће у боји и садрже слику, као и назив књиге и име њеног писца. Књиге са тврдим повезом се најчешће штампају на папиру без киселина, што им такође омогућава да трају дуже од књига са меким повезом. Производња књига са тврдим повезом је скупља, па је и њихова цена виша у односу на цену књига са меким повезом.